# Вацлав Козак
Вацлав Козак (Václav Kozák, 14 квітня 1937 — 15 березня 2004) — чехословацький академічний веслувальник і спортсмен.
Олімпійський чемпіон 1960 року в складі парної двійки, учасник 1964, 1968 років.
Чемпіон Європи 1963 року в одиночці, срібний призер 1959 року в складі парної двійки, бронзовий призер 1961 (парні двійки), 1965 (розпашні четвірки зі стерновим) років.